# 馬志遠
馬志遠（？—?），又作馬致遠，北平滄州人，明朝政治人物、進士出身。

## 生平
洪武二十一年，登進士二甲第十四名。官至監察御史。善於書法。